# 斯特凡·卡茨馬爾茲
斯特凡·卡茨馬爾茲（1895年—1939年）是一位波蘭數學家。他生前發展出卡茨馬爾茲法，奠定現代圖像科技的基礎，後世應用領域包括X射線電腦斷層掃描等。
卡茨馬爾茲是利沃夫理工學院機械工程學系的數學教授，從1919年到遇難前都在此任職，與數學家斯特凡·巴拿赫共事。
卡茨馬爾茲之死仍是個謎。約在1939年9月初，他被當時的波蘭蘇佔區蘇聯軍隊傳喚，從此不知所終。他的死有幾種說法。根據他最後寄給妻子的信，有學者認為他被蘇軍傳喚後不久，於搭車列車時，在波蘭尼斯科附近死於納粹德國空軍的空襲。 另一種說法則認為他死於1940年5月，由蘇聯內務人民委員部發動的卡廷大屠殺。

## 外部連結
- Biography of Stefan Kaczmarz （页面存档备份，存于） （波兰語）